# Gnojno (gmina)
Gnojno – gmina wiejska w województwie świętokrzyskim, w powiecie buskim. W latach 1975–1998 gmina położona była w województwie kieleckim.
Siedziba gminy to Gnojno (dawniej Janowice).
Na koniec 2010 r. gminę zamieszkiwało 4601 osób.

## Struktura powierzchni
Według stanu na 1 stycznia 2011 r. powierzchnia gminy wynosi 96,10 km². W 2007 r. 78% obszaru gminy stanowiły użytki rolne, a 15% – użytki leśne.
W skład gminy wchodzi 27 miejscowości w 26 sołectwach.

## Miejscowości
| Miejscowości podstawowe oraz ich integralne części w administracji gminy Gnojno | Miejscowości podstawowe oraz ich integralne części w administracji gminy Gnojno | Miejscowości podstawowe oraz ich integralne części w administracji gminy Gnojno | Miejscowości podstawowe oraz ich integralne części w administracji gminy Gnojno | Miejscowości podstawowe oraz ich integralne części w administracji gminy Gnojno |
| Nazwa | Rodzaj miejsc.                                                                  | Miejscowość podstawowa                                                          | SIMC                                                                            | Położenie geograficzne                                                          |
| --- | ------------------------------------------------------------------------------- | ------------------------------------------------------------------------------- | ------------------------------------------------------------------------------- | ------------------------------------------------------------------------------- |
| Balice | wieś                                                                            |                                                                                 | 0237989                                                                         | 50°32′41″N 20°50′02″E/50,544722 20,833889                                       |
| Bugaj | wieś                                                                            |                                                                                 | 0238032                                                                         | 50°33′04″N 20°48′09″E/50,551111 20,802500                                       |
| Falki | wieś                                                                            |                                                                                 | 0238049                                                                         | 50°35′05″N 20°48′59″E/50,584722 20,816389                                       |
| Glinka | wieś                                                                            |                                                                                 | 0238078                                                                         | 50°35′58″N 20°51′48″E/50,599444 20,863333                                       |
| Gnojno | wieś                                                                            |                                                                                 | 0238084                                                                         | 50°36′09″N 20°50′46″E/50,602500 20,846111                                       |
| Gorzakiew | wieś                                                                            |                                                                                 | 0238144                                                                         | 50°37′19″N 20°52′54″E/50,621944 20,881667                                       |
| Grabki Małe | wieś                                                                            |                                                                                 | 0238210                                                                         | 50°34′50″N 20°56′22″E/50,580556 20,939444                                       |
| Janowice Poduszowskie | wieś                                                                            |                                                                                 | 0238233                                                                         | 50°34′37″N 20°49′41″E/50,576944 20,828056                                       |
| Janowice Raczyckie | wieś                                                                            |                                                                                 | 0238279                                                                         | 50°34′12″N 20°51′52″E/50,570000 20,864444                                       |
| Januszowice | wieś                                                                            |                                                                                 | 0238291                                                                         | 50°34′58″N 20°51′59″E/50,582778 20,866389                                       |
| Jarząbki | wieś                                                                            |                                                                                 | 0238300                                                                         | 50°35′11″N 20°54′56″E/50,586389 20,915556                                       |
| Kostera | wieś                                                                            |                                                                                 | 0238380                                                                         | 50°32′46″N 20°47′33″E/50,546111 20,792500                                       |
| Maciejowice | wieś                                                                            |                                                                                 | 0238397                                                                         | 50°33′54″N 20°52′18″E/50,565000 20,871667                                       |
| Płośnia | wieś                                                                            |                                                                                 | 0238434                                                                         | 50°38′11″N 20°53′33″E/50,636389 20,892500                                       |
| Poręba | wieś                                                                            |                                                                                 | 0238440                                                                         | 50°37′20″N 20°51′26″E/50,622222 20,857222                                       |
| Pożogi | wieś                                                                            |                                                                                 | 0238463                                                                         | 50°37′12″N 20°49′51″E/50,620000 20,830833                                       |
| Raczyce | wieś                                                                            |                                                                                 | 0238486                                                                         | 50°34′42″N 20°52′47″E/50,578333 20,879722                                       |
| Ruda | wieś                                                                            |                                                                                 | 0238530                                                                         | 50°32′55″N 20°55′13″E/50,548611 20,920278                                       |
| Rzeszutki | wieś                                                                            |                                                                                 | 0238546                                                                         | 50°35′18″N 20°49′36″E/50,588333 20,826667                                       |
| Skadla | wieś                                                                            |                                                                                 | 0238575                                                                         | 50°35′39″N 20°52′58″E/50,594167 20,882778                                       |
| Wola Bokrzycka | wieś                                                                            |                                                                                 | 0238598                                                                         | 50°36′33″N 20°53′23″E/50,609167 20,889722                                       |
| Wola Zofiowska | wieś                                                                            |                                                                                 | 0238635                                                                         | 50°35′49″N 20°53′47″E/50,596944 20,896389                                       |
| Wólka Bosowska | wieś                                                                            |                                                                                 | 0238664                                                                         | 50°32′43″N 20°54′29″E/50,545278 20,908056                                       |
| Zagrody | wieś                                                                            |                                                                                 | 0238670                                                                         | 50°34′29″N 20°51′20″E/50,574722 20,855556                                       |
| Zawada | wieś                                                                            |                                                                                 | 0238701                                                                         | 50°33′39″N 20°48′43″E/50,560833 20,811944                                       |
| Zofiówka | wieś                                                                            |                                                                                 | 0238730                                                                         | 50°36′16″N 20°55′24″E/50,604444 20,923333                                       |
| Antoniów | przysiółek wsi                                                                  | Janowice Poduszowskie                                                           | 0238240                                                                         | 50°34′11″N 20°49′33″E/50,569722 20,825833                                       |
| Brzeście | przysiółek wsi                                                                  | Raczyce                                                                         | 0238492                                                                         | 50°33′37″N 20°53′52″E/50,560278 20,897778                                       |
| Grabie | przysiółek wsi                                                                  | Skadla                                                                          | 0238581                                                                         | 50°35′15″N 20°53′37″E/50,587500 20,893611                                       |
| Malinie | przysiółek wsi                                                                  | Zagrody                                                                         | 0238687                                                                         | 50°34′26″N 20°50′34″E/50,573889 20,842778                                       |
| Piaski | przysiółek wsi                                                                  | Gnojno                                                                          | 0238090                                                                         | 50°35′51″N 20°49′44″E/50,597500 20,828889                                       |
| Piła Gnoińska | przysiółek wsi                                                                  | Gnojno                                                                          | 0238109                                                                         | 50°35′39″N 20°49′01″E/50,594167 20,816944                                       |
| Pozdżeń | przysiółek wsi                                                                  | Grabki Małe                                                                     | 0238227                                                                         | 50°34′21″N 20°56′27″E/50,572500 20,940833                                       |
| Wiktorów | przysiółek wsi                                                                  | Jarząbki                                                                        | 0238374                                                                         | 50°36′06″N 20°56′03″E/50,601667 20,934167                                       |
| Poterała | osada wsi                                                                       | Janowice Poduszowskie                                                           | 0238262                                                                         | 50°35′00″N 20°50′36″E/50,583333 20,843333                                       |
| Potyrała | osada wsi                                                                       | Zagrody                                                                         | 0238693                                                                         | 50°34′56″N 20°50′44″E/50,582222 20,845556                                       |
| Ciechlów | kolonia wsi                                                                     | Zawada                                                                          | 0238718                                                                         | 50°33′46″N 20°49′59″E/50,562778 20,833056                                       |
| Kaleby | kolonia wsi                                                                     | Gnojno                                                                          | 0238121                                                                         | 50°36′36″N 20°50′38″E/50,610000 20,843889                                       |
| Kamionka | kolonia wsi                                                                     | Wola Bokrzycka                                                                  | 0238606                                                                         | 50°37′26″N 20°54′50″E/50,623889 20,913889                                       |
| Krzywda | kolonia wsi                                                                     | Gnojno                                                                          | 0238138                                                                         | 50°35′46″N 20°49′54″E/50,596111 20,831667                                       |
| Wygoda | kolonia wsi                                                                     | Poręba                                                                          | 0238457                                                                         | 50°37′57″N 20°51′53″E/50,632500 20,864722                                       |
| Zielonka | kolonia wsi                                                                     | Wola Bokrzycka                                                                  | 0238629                                                                         | 50°36′42″N 20°54′30″E/50,611667 20,908333                                       |
| Piaski | kolonia                                                                         | Wola Bokrzycka                                                                  | 0238612                                                                         | 50°36′54″N 20°53′40″E/50,615000 20,894444                                       |
| Balice-Kolonia | część wsi                                                                       | Balice                                                                          | 0237995                                                                         | 50°33′09″N 20°49′35″E/50,552500 20,826389                                       |
| Błonie | część wsi                                                                       | Maciejowice                                                                     | 0238405                                                                         | 50°33′46″N 20°52′03″E/50,562778 20,867500                                       |
| Captorie | część wsi                                                                       | Jarząbki                                                                        | 0238316                                                                         | 50°35′17″N 20°54′40″E/50,588056 20,911111                                       |
| Czechowizna | część wsi                                                                       | Wola Zofiowska                                                                  | 0238641                                                                         | 50°35′41″N 20°54′25″E/50,594722 20,906944                                       |
| Czworak | część wsi                                                                       | Raczyce                                                                         | 0238500                                                                         | 50°34′47″N 20°52′43″E/50,579722 20,878611                                       |
| Dobra-Wymysłów Glinecki | część wsi                                                                       | Gorzakiew                                                                       | 0238150                                                                         | 50°36′58″N 20°52′26″E/50,616111 20,873889                                       |
| Gajówka | część wsi                                                                       | Wola Zofiowska                                                                  | 0238658                                                                         | 50°36′18″N 20°54′17″E/50,605000 20,904722                                       |
| Gajówka | część wsi                                                                       | Falki                                                                           | 0238055                                                                         | 50°34′43″N 20°48′31″E/50,578611 20,808611                                       |
| Góry | część wsi                                                                       | Jarząbki                                                                        | 0238322                                                                         | 50°35′03″N 20°55′50″E/50,584167 20,930556                                       |
| Jadwisin | część wsi                                                                       | Balice                                                                          | 0238003                                                                         | 50°32′41″N 20°49′04″E/50,544722 20,817778                                       |
| Kaleby | część wsi                                                                       | Jarząbki                                                                        | 0238339                                                                         | 50°35′39″N 20°55′10″E/50,594167 20,919444                                       |
| Kalenta | część wsi                                                                       | Pożogi                                                                          | 1016291                                                                         | 50°37′24″N 20°49′33″E/50,623333 20,825833                                       |
| Koło Dworu | część wsi                                                                       | Janowice Poduszowskie                                                           | 0238256                                                                         | 50°34′28″N 20°50′06″E/50,574444 20,835000                                       |
| Michałówka | część wsi                                                                       | Balice                                                                          | 0238010                                                                         | 50°32′26″N 20°50′41″E/50,540556 20,844722                                       |
| Niwa | część wsi                                                                       | Jarząbki                                                                        | 0238345                                                                         | 50°35′37″N 20°56′03″E/50,593611 20,934167                                       |
| Nowa Wieś | część wsi                                                                       | Raczyce                                                                         | 0238517                                                                         | 50°35′06″N 20°53′13″E/50,585000 20,886944                                       |
| Olszynki | część wsi                                                                       | Maciejowice                                                                     | 0238411                                                                         | 50°34′12″N 20°52′27″E/50,570000 20,874167                                       |
| Pasieka | część wsi                                                                       | Gorzakiew                                                                       | 0238167                                                                         | 50°37′15″N 20°53′42″E/50,620833 20,895000                                       |
| Piaski | część wsi                                                                       | Raczyce                                                                         | 0238523                                                                         | 50°34′30″N 20°53′10″E/50,575000 20,886111                                       |
| Piaski | część wsi                                                                       | Gorzakiew                                                                       | 0238173                                                                         | 50°37′07″N 20°53′18″E/50,618611 20,888333                                       |
| Pod Lasem | część wsi                                                                       | Zofiówka                                                                        | 0238747                                                                         | 50°36′09″N 20°54′58″E/50,602500 20,916111                                       |
| Pod Lasem | część wsi                                                                       | Gorzakiew                                                                       | 0238180                                                                         | 50°37′25″N 20°52′58″E/50,623611 20,882778                                       |
| Podgrabie | część wsi                                                                       | Jarząbki                                                                        | 0238351                                                                         | 50°35′10″N 20°54′04″E/50,586111 20,901111                                       |
| Przyborów | część wsi                                                                       | Balice                                                                          | 0238026                                                                         | 50°32′38″N 20°51′18″E/50,543889 20,855000                                       |
| Pytlówka | część wsi                                                                       | Janowice Raczyckie                                                              | 0238285                                                                         | 50°34′18″N 20°51′40″E/50,571667 20,861111                                       |
| Rzeszutki Dolne | część wsi                                                                       | Rzeszutki                                                                       | 0238552                                                                         | 50°35′15″N 20°50′05″E/50,587500 20,834722                                       |
| Rzeszutki Górne | część wsi                                                                       | Rzeszutki                                                                       | 0238569                                                                         | 50°35′26″N 20°49′14″E/50,590556 20,820556                                       |
| Sokół | część wsi                                                                       | Maciejowice                                                                     | 0238428                                                                         | 50°33′47″N 20°52′48″E/50,563056 20,880000                                       |
| Stara Wieś | część wsi                                                                       | Jarząbki                                                                        | 0238368                                                                         | 50°35′18″N 20°55′26″E/50,588333 20,923889                                       |
| Wielka Łąka | część wsi                                                                       | Falki                                                                           | 0238061                                                                         | 50°34′58″N 20°48′16″E/50,582778 20,804444                                       |
| Wymysłów | część wsi                                                                       | Gorzakiew                                                                       | 0238196                                                                         | 50°36′38″N 20°52′17″E/50,610556 20,871389                                       |
| Za Stawem | część wsi                                                                       | Gorzakiew                                                                       | 0238204                                                                         | 50°37′53″N 20°52′26″E/50,631389 20,873889                                       |
| Zagórze | część wsi                                                                       | Zawada                                                                          | 0238724                                                                         | 50°33′22″N 20°49′10″E/50,556111 20,819444                                       |
| Zagrądy | część wsi                                                                       | Gnojno                                                                          | 0238115                                                                         | 50°35′53″N 20°51′07″E/50,598056 20,851944                                       |
| Zrecze Pożogowskie | część wsi                                                                       | Pożogi                                                                          | 0238470                                                                         | 50°37′00″N 20°49′24″E/50,616667 20,823333                                       |
| Źródła: Wykaz urzędowych nazw miejscowości i ich części (xls),Dz.U. z 2013 r. poz. 200 oraz Dz.U. z 2015 r. poz. 1636, Zbiory danych państwowego rejestru nazw geograficznych -2025-06-15 |                                                                                 |                                                                                 |                                                                                 |                                                                                 |

## Demografia

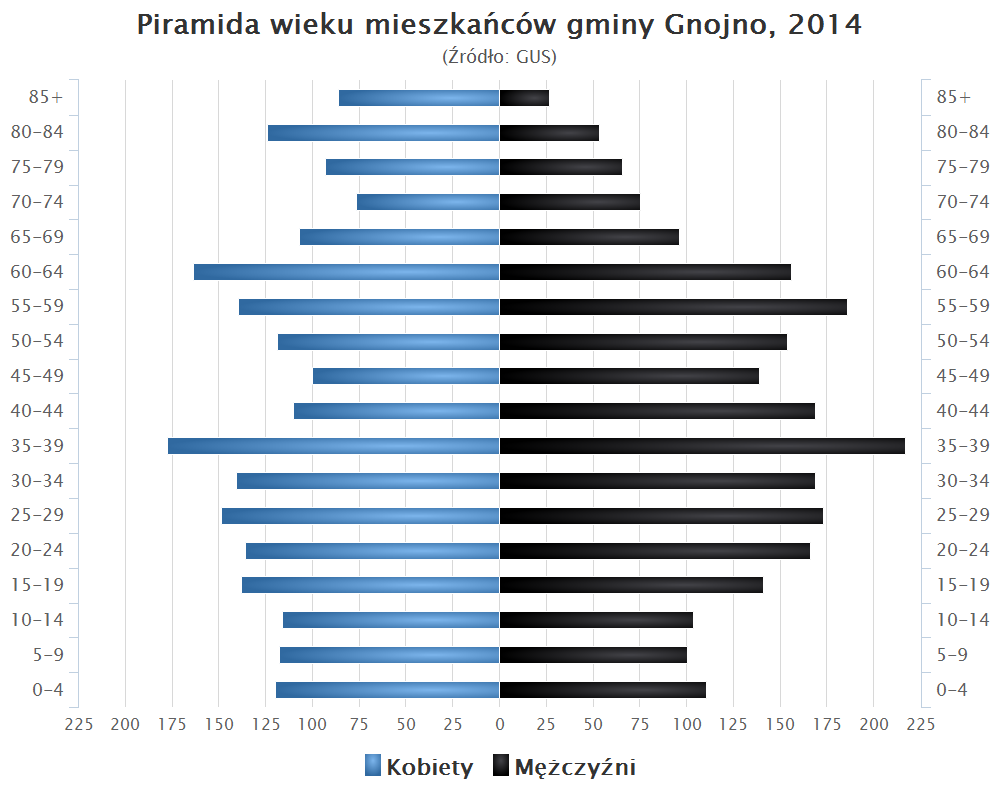
Piramida wieku mieszkańców gminy Gnojno w 2014 roku

Dane z 31 grudnia 2010:
| Opis      | Ogółem | Ogółem | Kobiety | Kobiety | Mężczyźni | Mężczyźni |
| --------- | ------ | ------ | ------- | ------- | --------- | --------- |
| jednostka | osób   | %      | osób    | %       | osób      | %         |
| populacja | 4 601  | 100    | 2 245   | 48,8    | 2 356     | 51,2      |

## Budżet
Rysunek 1.1 Dochody ogółem w Gminie Gnojno w latach 1995-2010 (w zł)
| WYSZCZEGÓLNIENIE               | J. m. | ROK         | ROK         | ROK         | ROK         | ROK         | ROK         | ROK         | ROK         | ROK         | ROK         | ROK         | ROK           | ROK           | ROK           | ROK           | ROK           |
| WYSZCZEGÓLNIENIE               | J. m. | 1995        | 1996        | 1997        | 1998        | 1999        | 2000        | 2001        | 2002        | 2003        | 2004        | 2005        | 2006          | 2007          | 2008          | 2009          | 2010          |
| ------------------------------ | ----- | ----------- | ----------- | ----------- | ----------- | ----------- | ----------- | ----------- | ----------- | ----------- | ----------- | ----------- | ------------- | ------------- | ------------- | ------------- | ------------- |
| Dochody ogółem                 | zł    | 1 665 034,- | 3 451 974,- | 4 730 859,- | 4 806 093,- | 5 513 825,- | 5 559 891,- | 6 044 139,- | 5 936 206,- | 6 596 971,- | 6 557 532,- | 7 237 058,- | 9 704 436,40  | 9 632 773,13  | 10 076 032,97 | 11 332 164,53 | 11 809 827,83 |
| ZNAK                           | ±     | -           | +           | +           | +           | +           | +           | +           | +           | -           | -           | -           | +             | +             | +             | +             | +             |
| Nadwyżka/deficyt budżetowa(-y) | zł    | 90 807,-    | 86 878,-    | 22 128,-    | 118 569,-   | 173 901,-   | 682 701,-   | 806 414,-   | 27 012,-    | 685 692,-   | 602 324,-   | 468 412,-   | 451 583,95    | 1 732 200,86  | 688 146,10    | 1 353 354,66  | 1 514 703,73  |
| ZNAK                           | Σ     | =           | =           | =           | =           | =           | =           | =           | =           | =           | =           | =           | =             | =             | =             | =             | =             |
| Wydatki ogółem                 | zł    | 1 574 227,- | 3 538 852,- | 4 752 987,- | 4 924 662,- | 5 687 726,- | 6 242 592,- | 6 850 553,- | 5 963 218,- | 5 911 279,- | 5 955 208,- | 6 768 646,- | 10 156 020,35 | 11 364 973,99 | 10 764 179,07 | 12 685 519,19 | 13 324 531,56 |

 Rysunek 1.2 Wydatki ogółem w Gminie Gnojno w latach 1995-2010 (w zł)

W 2016 r. dochody gminy w przeliczeniu na 1 mieszkańca wynosiły 3932 zł, zaś wydatki gminy – 4141 zł.

## Zabytki
- Kościół pw. św. Jana Chrzciciela i św. Tekli z 1470 r. w Gnojnie
- Gotycka kostnica w Gnojnie
- Barokowa figura św. Jana Nepomucena w Gnojnie
- Dwór obronny z II poł. XVI w. w Gnojnie
- Kościół pw. św. Stanisława w Balicach

## Sołectwa
Balice, Bugaj, Falki, Glinka, Gnojno, Gorzakiew, Grabki Małe, Janowice Poduszowskie, Janowice Raczyckie, Januszowice, Jarząbki, Kostera, Maciejowice, Płośnia, Poręba, Pożogi, Raczyce, Ruda, Rzeszutki, Skadla, Wola Bokrzycka, Wola Zofiowska, Wólka Bosowska, Zagrody, Zawada, Zofiówka

## Sąsiednie gminy
Busko-Zdrój, Chmielnik, Pierzchnica, Stopnica, Szydłów, Tuczępy